# Bad Kohlgrub

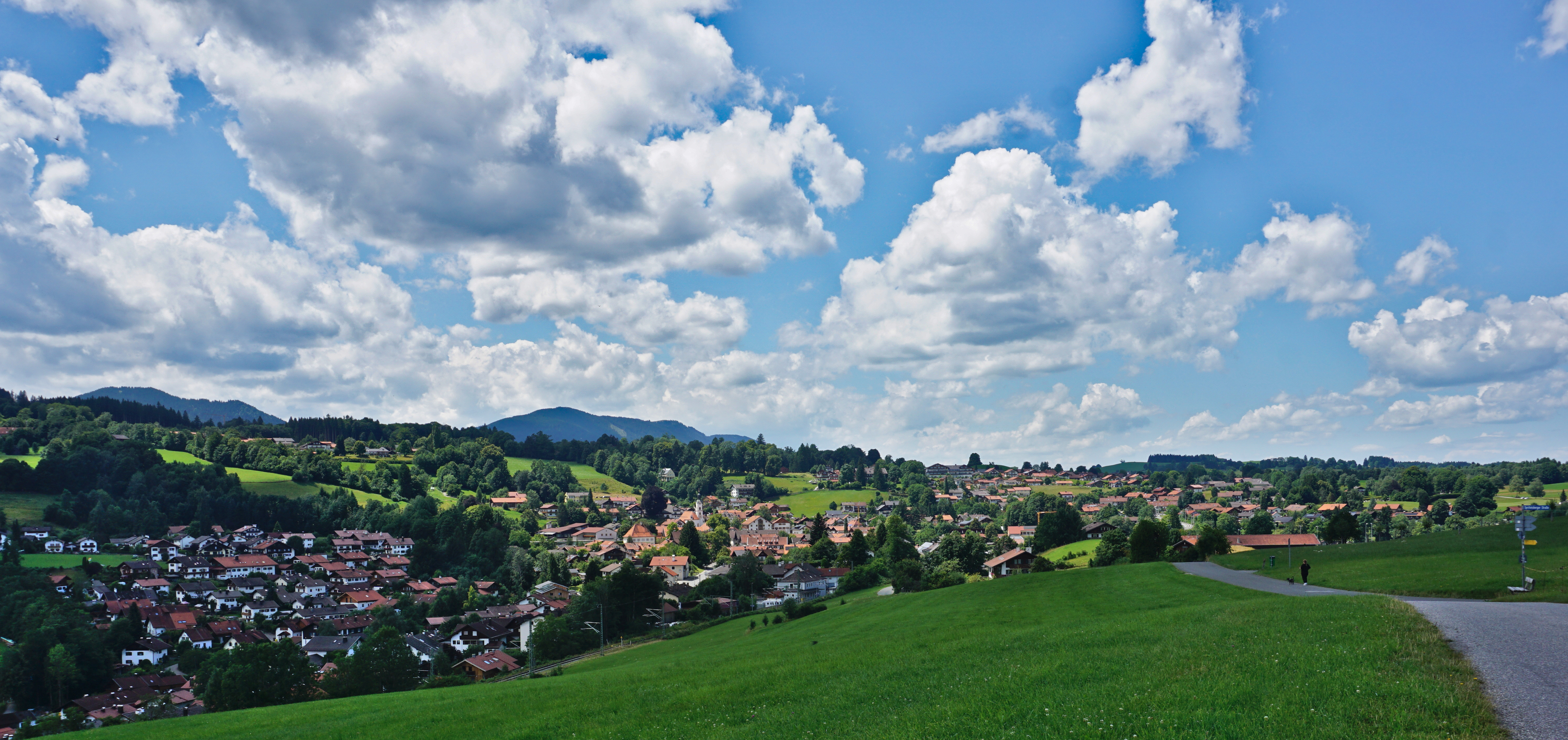
Bad Kohlgrub von Nordost aus gesehen

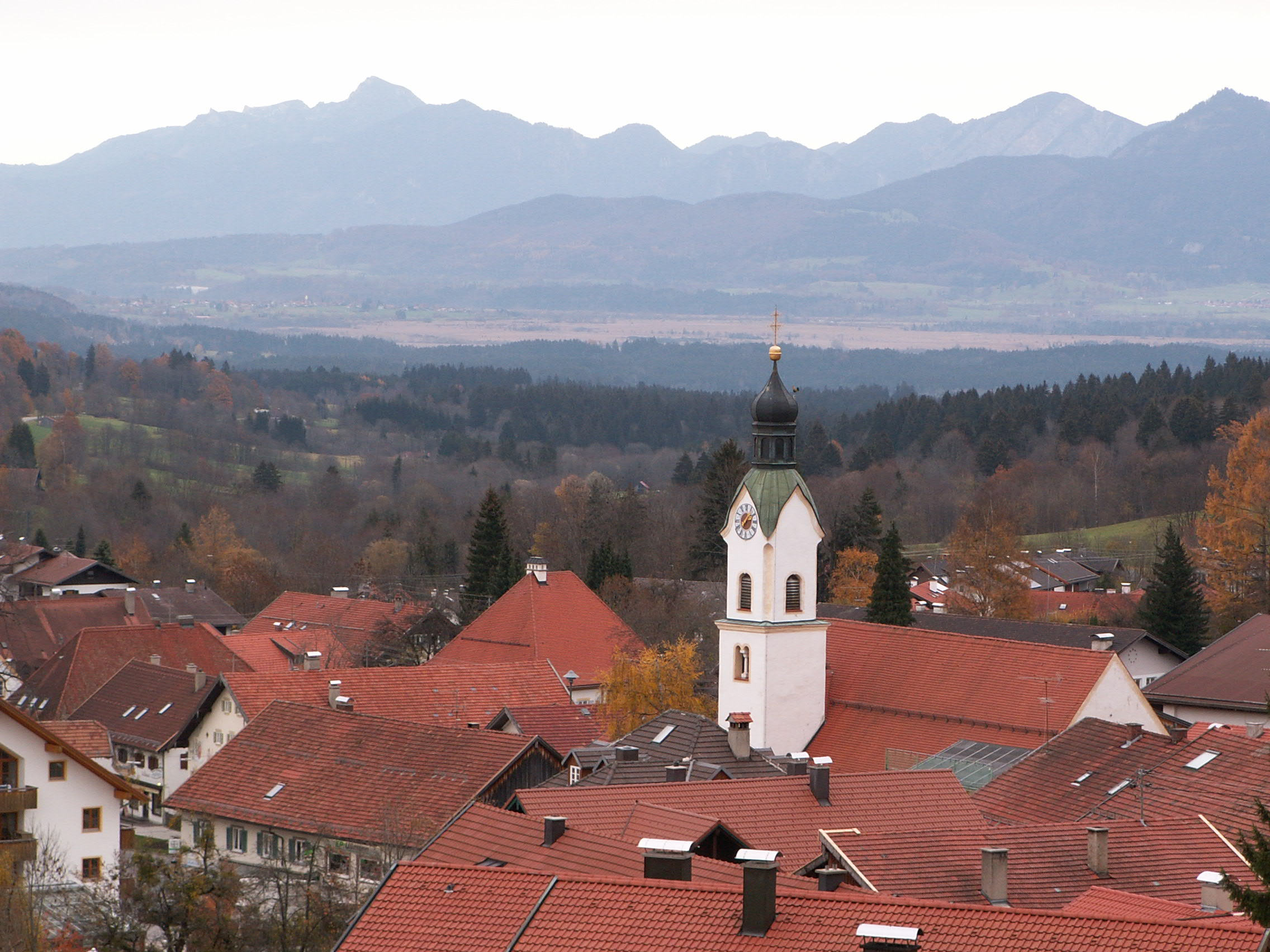
Bad Kohlgrub von Westen

Bad Kohlgrub ist eine Gemeinde im oberbayerischen Landkreis Garmisch-Partenkirchen. Der Ort ist das höchstgelegene Moorheilbad Deutschlands. Der gesamte Ort ist als Heilbad seit 1948, der Gemeindeteil Gagers (das heutige Obere Kurgebiet) bereits seit 1878 beurkundet.

## Geografie
Die Gemeinde liegt in der Region Oberland auf 800–900 m Höhe am Fuße des zu den Ammergauer Alpen gehörenden Hörnle. Etwa acht Kilometer östlich des Ortes liegen der Staffelsee und das Murnauer Moos. Zum Ort gehören zahlreiche Weiler. Die Gemeinde liegt im Naturpark Ammergauer Alpen.
Es gibt 18 Gemeindeteile (in Klammern ist der Siedlungstyp angegeben):
- Bad Kohlgrub (Pfarrdorf)
- Gagers (Dorf)
- Großenast (Weiler)
- Grub (Weiler)
- Guggenberg (Einöde)
- Hinterkehr (Weiler)
- Jägerhaus (Weiler)
- Kraggenau (Dorf)
- Linden (Dorf)
- Obernau (Einöde)
- Rochusfeld (Weiler)
- Schönau (Einöde)
- Sonnen (Weiler)
- Sprittelsberg (Weiler)
- Steigrain (Dorf)
- Vorderkehr (Weiler)
- Wäldle (Weiler)
- Windegg (Einöde)

## Geschichte

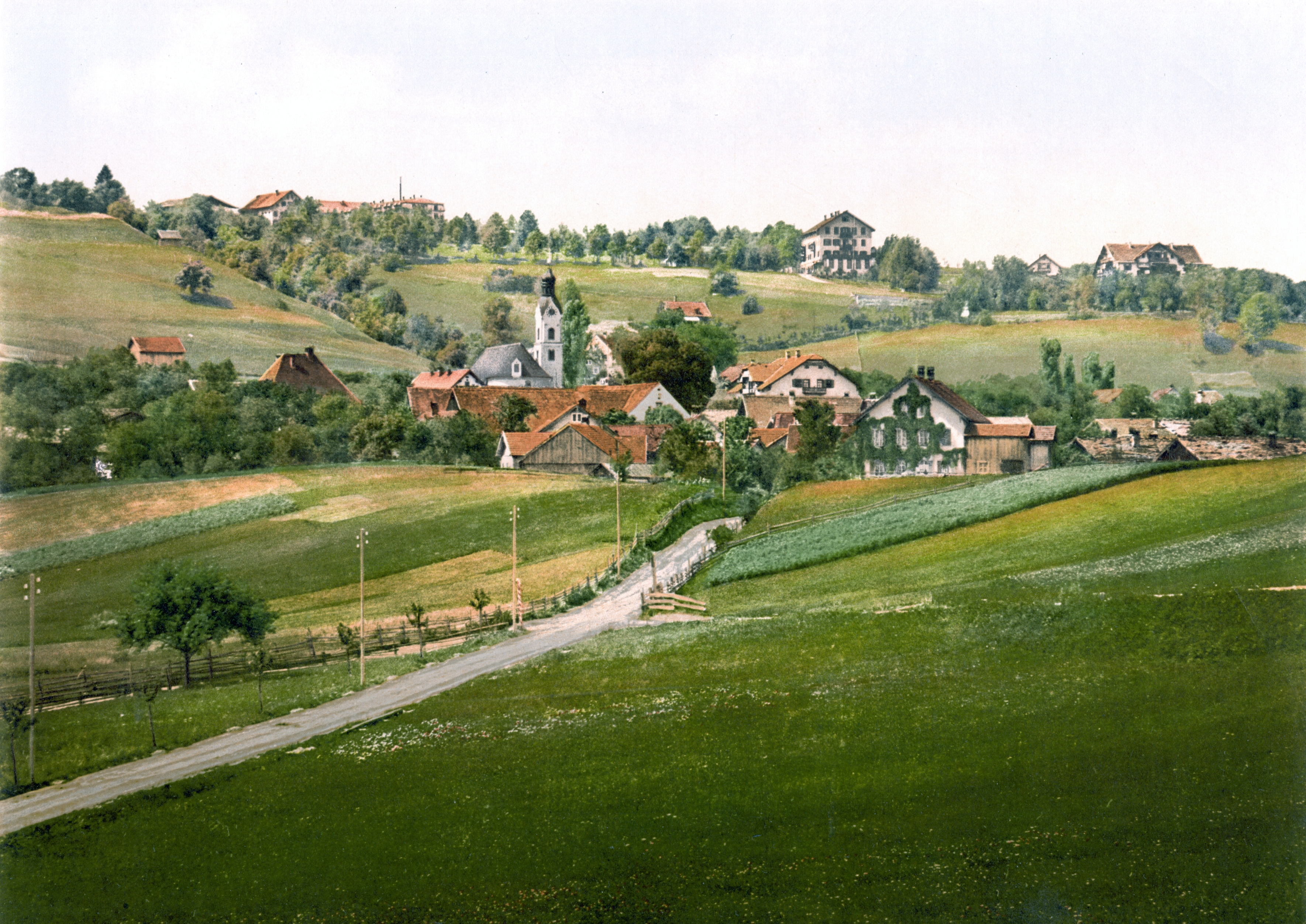
Bad Kohlgrub um 1900

### Bis zur Gemeindegründung
Bad Kohlgrub gehörte bis 1803 zeitweise zum Kloster Ettal und zeitweise zum Kloster Rottenbuch, bildete aber eigentlich eine eigene Hofmark Kohlgrub. Ettal übte in der Hofmark auch die Hochgerichtsbarkeit aus. Im Zuge der Verwaltungsreformen im Königreich Bayern entstand mit dem Gemeindeedikt von 1818 die heutige Gemeinde, die zum Landgericht Schongau gehörte.
Der Ortsname wird ursprünglich auf die Köhlertätigkeit zurückgeführt, das heißt, dort wurde Holzkohle in Meilern gebrannt.
Im Jahre 1663 überlebten nur zwei Familien die Pest. Hieraus entstand das Gelübde dieser Familien, bei Überleben dieses Schicksalsschlages eine Kirche zu erbauen. Davon zeugt die nach dem Pestheiligen St. Rochus benannte Rochuskirche, die nördlich des Ortes auf einer Anhöhe steht, allerdings in der erweiterten barockisierten Form von 1733. Aus ähnlichem Grunde entstanden z. B. auch die Oberammergauer Passionsspiele.

### 19. Jahrhundert
Als Bad tritt der Ort erstmals 1871 in die Geschichte ein, als im Gemeindeteil Gagers eine solche Einrichtung rund um die dortigen Stahlquellen (eisenhaltige Mineralquellen) errichtet und genehmigt worden war. Zum Moorheilbad wurde der Ort erst, nachdem diese versiegt waren. Die Heilkraft des umliegenden Hochmoores gegen Gicht, Ischias, Frauenleiden und Ähnliches war Einheimischen jedoch schon seit langem bekannt.

### 20. Jahrhundert
Im Jahre 1913 wurde die Gemeinde vom Bezirksamt Schongau in das damalige Bezirksamt Garmisch umgegliedert.
Seit dem 13. Juli 1948 darf der Ort den Titel Bad im Ortsnamen führen.

### Einwohnerentwicklung
Zwischen 1988 und 2018 wuchs die Gemeinde von 1986 auf 2841 um 855 Einwohner bzw. um 43,1 % – der höchste prozentuale Zuwachs im Landkreis im genannten Zeitraum.
Der Ort hat sich insbesondere für junge Familien auf Grund der vorhandenen guten Infrastruktur (Kinderkrippe und -garten, Grund- und-Mittelschule, Sport- und Freizeitmöglichkeiten, Vereine) zu einem attraktiven Wohnort entwickelt.
- 1970: 1975 Einwohner
- 1991: 2154 Einwohner
- 1995: 2260 Einwohner
- 2000: 2261 Einwohner
- 2005: 2420 Einwohner
- 2010: 2531 Einwohner
- 2015: 2689 Einwohner

## Politik

### Bürgermeister

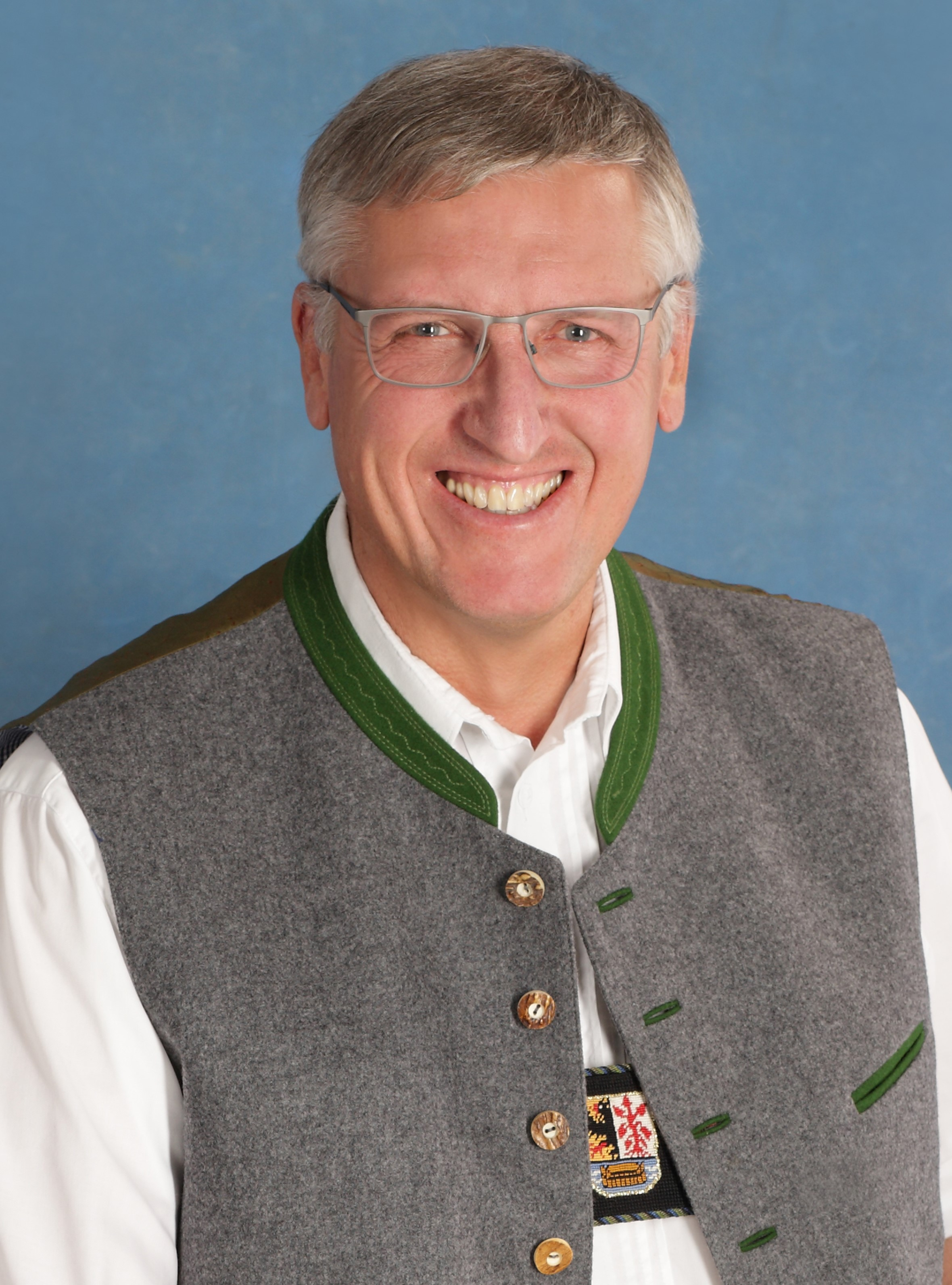
Bürgermeister Franz Degele

Erster Bürgermeister ist seit 1. August 2018 Franz Degele. Zuvor war der Pfälzer Karl-Heinz Reichert vom 1. Mai 2014 bis 31. Juli 2018 der Erste Bürgermeister. Auf Grund seines Antrages hatte der Gemeinderat ihn krankheitsbedingt in den Ruhestand versetzt.

### Steuereinnahmen
Die Gemeindesteuereinnahmen betrugen im Jahr 2014 insgesamt 2,75 Millionen Euro, davon betrugen die Gewerbesteuereinnahmen (netto) umgerechnet 220.000 Euro.

### Wappen
| | Blasonierung: „Über blauem Schildfuß, darin eine von zwei silbernen Wellenleisten beseitete goldene Holzbadewanne, gespalten von Gold und Silber; vorne am Spalt ein halber, rot bewehrter schwarzer Adler, hinten eine bewurzelte, siebenblättrige rote Buche.“ |
| Wappenbegründung: Für die Ortsgeschichte ist die enge, durch grundherrschaftlichen Besitz bedingte Verbindung mit den Klöstern Ettal und Rottenbuch wichtig, für die Gegenwart der Gemeinde der Charakter des Ortes als Heilbad, das seinerseits auch auf eine lange Entwicklung zurückblicken kann. Mit dem Sinnbild für „Bad“ (Wanne und Wellen) werden deshalb die Kennzeichen für das auf die Gründung Kaiser Ludwigs des Bayern zurückgehende Kloster Ettal (halber Reichsadler) und das Stift Rottenbuch (Buche als redendes Wappen) verbunden. Das Wappen stammt aus dem Jahr 1968. | |

## Kultur und Sehenswürdigkeiten

### Bauwerke
Die Pfarrkirche St. Martin liegt in der Dorfmitte von Bad Kohlgrub. Sie geht auf das 14. Jahrhundert zurück, präsentiert sich heute jedoch als Neubau von 1722–1729. Die Inneneinrichtung stammt großteils aus dem 18. Jahrhundert, mit wesentlichen Ergänzungen des 19. und 20. Jahrhunderts.
Die Rochuskapelle wurde nach der Pest 1633/34 auf dem damaligen Pestfriedhof errichtet und ist dem Pestheiligen St. Rochus geweiht. Sie ist für Besucher nur bis zu einem Trenngitter im Vorraum zugänglich.

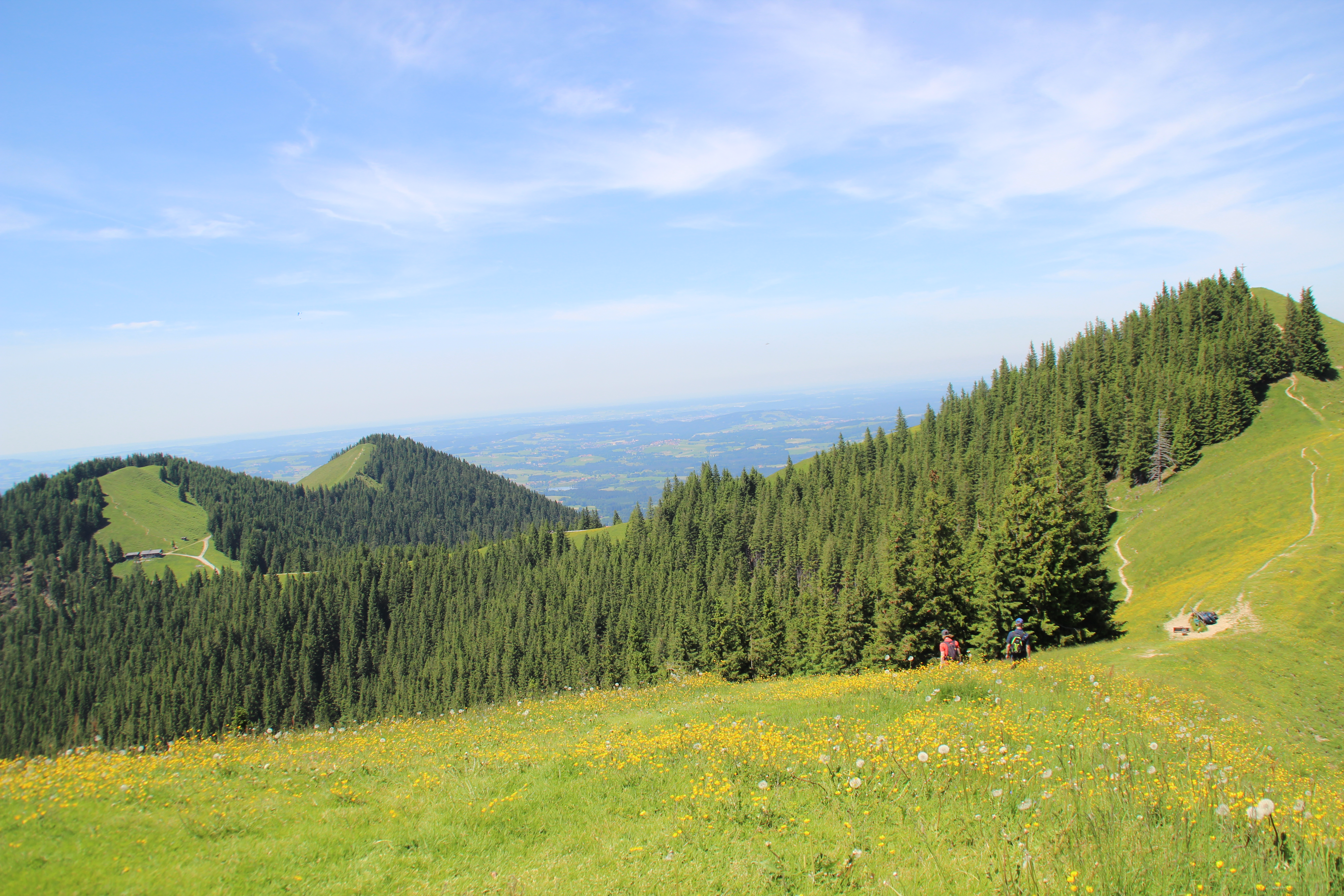
Das Mittlere, Vordere und Hintere Hörnle

### Natur
Das Hörnle ist der Hausberg der Gemeinde. Er ist Ausgangspunkt zum Wandern, Skifahren und Rodeln. Seit 2013 gibt es auf dem Hörnle den „Zeitberg“. Sechs Ruheinseln laden hier zum Abschalten und Innehalten ein.
Die Dorflinde, eine Winterlinde an der Hauptstraße  im Zentrum des Orts, steht als Naturdenkmal unter Schutz. 

### Regelmäßige Veranstaltungen
Die Klassiktage Ammergauer Alpen finden seit 2015 jährlich im August und September statt. Dieses Festival für klassische Musik wird von Beate Gilgenreiner (Management) und Josef Gilgenreiner (künstlerischer Leiter) organisiert und bietet eine breite Auswahl an Veranstaltungen (Konzerte, Lesungen, Workshops und Ausstellungen) für Kinder und Erwachsene.
Das Musikerehepaar Hertha und Wilhelm Keilmann trat seit 1952 regelmäßig mit Violinkonzerten und Streichquartetten auf.

## Wirtschaft und Infrastruktur

### Touristik sowie Fremdenverkehr
Die Gemeinde Bad Kohlgrub gehört zur Tourismusregion Ammergauer Alpen. Touristisch vertreten wird die Region durch die Ammergauer Alpen GmbH. Zur Naturparkregion Ammergauer Alpen gehören neben Bad Kohlgrub die Orte Unterammergau, Bad Bayersoien, Oberammergau, Ettal/Graswang/Linderhof und Saulgrub/Altenau/Wurmansau.
Bad Kohlgrub verfügt über ca. 2500 Gästebetten, davon in etwa die Hälfte in Ferienwohnungen. Im Jahr 2018 wurden mehr als 185.000 Übernachtungen und knapp 56.000 Ankünfte gezählt. Die gewerblichen Fremdenverkehrsbetriebe (Hotels, Pension, Rehakliniken, Sanatorien) stellen knapp 80 % der Arbeitsplätze.
Die Grundlage für den Fremdenverkehr ist das Gesundheitswesen. Bad Kohlgrub ist bekannt für Hochmoor-Bergkiefern-Anwendungen, und das zur Balneologie bereitgestellte Moor/Torf gehört zu den bestuntersuchten Torfen.
Von Bad Kohlgrub aus führt die Hörnlebahn, eine Zweier-Sesselbahn, auf das Hörnle.

### Wirtschaft einschließlich Land- und Forstwirtschaft
Es gab 1998 im Bereich der Land- und Forstwirtschaft keine, im Produzierenden Gewerbe 87 und im Bereich Handel und Verkehr keine sozialversicherungspflichtig Beschäftigten am Arbeitsort. In sonstigen Wirtschaftsbereichen waren am Arbeitsort 419 Personen sozialversicherungspflichtig beschäftigt. Sozialversicherungspflichtig Beschäftigte am Wohnort gab es insgesamt 663. Im verarbeitenden Gewerbe gab es sechs Betriebe, im Bauhauptgewerbe drei Betriebe.
Zudem bestanden im Jahr 1999 69 landwirtschaftliche Betriebe mit einer landwirtschaftlich genutzten Fläche von 1254 ha.

### Verkehr
Bad Kohlgrub liegt an der im Stundentakt bedienten Ammergaubahn Murnau–Oberammergau.
Mit dem Auto ist der Ort über die Staatsstraße 2062 Saulgrub–Murnau erreichbar.
Bad Kohlgrub liegt am Bodensee-Königssee-Radweg, welcher in Lindau beginnt und zum Königssee bei Berchtesgaden führt. Er verläuft von Saulgrub kommend über Bad Kohlgrub nach Grafenaschau.

### Bildung
Im Jahr 2014 gab es folgende Einrichtungen:
- Kindergärten: 80 Kindergartenplätze
- eine Grund- und eine Mittelschule mit ca. 15 Lehrern und 220 Schülern.
- ein Waldkindergarten mit durchschnittlich zwölf Kindern

## Persönlichkeiten

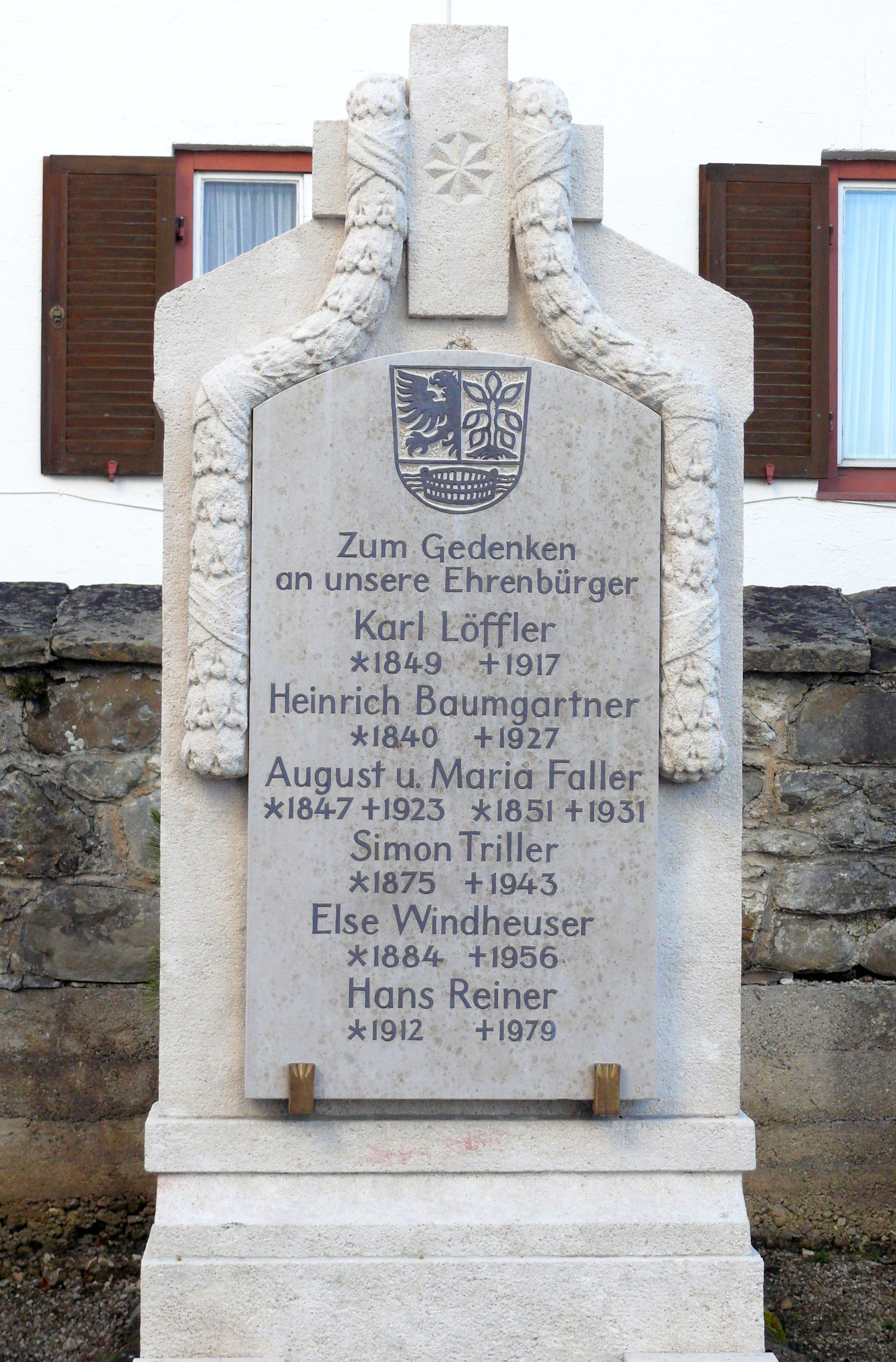
Gedenkstein

- Johann Baptist Schott (1853–1913), Architekt, geboren im Gemeindeteil Schönau
- Eugen Schilling (1861–1941), Chemiker
- Heinrich Bulle (1867–1945), Archäologe
- Wilhelm Keilmann (1908–1989), Pianist und Komponist
- Martin Lindauer (1918–2008), Verhaltensforscher
- Gisela Schlüter (1914–1995), Kabarettistin und Schauspielerin
- Hans Hubberten (1929–1988), Drehbuchautor
- Anian Christoph Wimmer (* 1973), Journalist, Publizist und Autor
- Andreas Geipl (* 1992), Fußballspieler

Auf dem Friedhof erinnert ein Gedenkstein an sieben Ehrenbürger der Gemeinde:
- Karl Löffler (1849–1917)
- Heinrich Baumgartner (1840–1927)
- August (1847–1923) und Maria Faller (1851–1931)
- Simon Triller (1875–1943)
- Else Windheuser (1884–1956)
- Hans Reiner (1912–1979)